# Olszyny (Sieradza)
Olszyny – przysiółek wsi Sieradza w Polsce, położony w województwie małopolskim, w powiecie tarnowskim, w gminie Żabno.
W latach 1975–1998 przysiółek administracyjnie należał do województwa tarnowskiego.